# The Kipper Kids
The Kipper Kids ist ein 1971 von Martin von Haselberg und Brian Routh gegründetes Performance-Künstlerduo. Anfangs nannten die beiden sich Alf und Harry Kipper, einfachheitshalber wurden beide später zu Harry und Harry Kipper.

## Ausstellungen
- 2009: New Orleans Museum of Art, New Orleans[3]
- 1979: Berkeley Art Museum and Pacific Film Archive, Berkeley[4]
- 1977: documenta 6, Kassel[5]
- 1974: Galerie Rudolf Zwirner, Köln[6]